# Razdrto (Chorwacja)
Razdrto – wieś w Chorwacji, w żupanii primorsko-gorskiej, w gminie Brod Moravice. W 2011 roku liczyła 2 mieszkańców.